# Tlön, Uqbar, Orbis Tertius
Tlön, Uqbar, Orbis Tertius és un dels relats més extensos escrits per l'argentí Jorge Luis Borges, aparegut per primer cop en la col·lecció El jardín de senderos que se bifurcan (1941), que més tard formaria part del llibre Ficciones (1944).
Com ja és representatiu de l'estètica borgesiana, en aquest text Borges ens ofereix una representació totalitzant del cosmos amb els avatars de mundanes preocupacions personals. L'apòcrifa versió d'un volum de l'Enciclopèdia Britànica condueix al descobriment de... "A first encyclopaedia of Tlön. Vol. XI". Tlön és el fruit de fatigades generacions d'humans que secretament i rigorosament han concebut i diagramat un univers d'extrem idealisme. La força totalitzant d'aquell cosmos representat en l'Enciclopèdia de Tlön du al protagonista a la posada en dubte de la mateixa realitat i a la sospita que la concepció idealista de Tlön és la matriu que a poc a poc s'apropia del món.

## Temes

### Temes filosòfics
Borges imagina un món (Tlön) on l'idealisme filosòfic del segle xvii de George Berkeley és vist com el sentit comú i la "doctrina del materialisme" és considerada una heretgia, un escàndol i una paradoxa. Amb la descripció dels llenguatges de Tlön, la història juga amb la qüestió epistemològica de com els llenguatges influencien en el fet que els pensaments siguin possibles. També conté diverses metàfores de la forma en què les idees flueixen sobre la realitat. Aquest últim tema és explorat intel·ligentment al principi, mitjançant la descripció d'objectes físics que són duts a l'existència per la força o poder de la imaginació, però després aquest tema es torna més fosc quan la idea de Tlön comença a atraure la gent i deixen de posar atenció a la realitat de la terra.
Gran part de la història es relaciona amb l'idealisme filosòfic de George Berkeley, tal vegada més conegut per qüestionar si un arbre caient al bosc, que no és vist per ningú, fa soroll (Berkeley, bisbe anglicà, va resoldre aquesta pregunta per a la seva pròpia satisfacció dient que existeix el soroll perquè Déu està sempre allà per a escoltar-lo). La filosofia de Berkeley privilegia la percepció sobre qualsevol noció de "cosa" en si mateixa; quan es parla d'un objecte real, en realitat es parla de la percepció que es té d'aquest.
En el món imaginari de Tlön, un idealisme berkelià "sense déu" és el sentit comú. La visió tlöniana reconeix la percepció com a fonamental i nega l'existència d'una realitat subjacent. Al final de la part central de la història, immediatament abans de l'apèndix, Borges expandeix això fins al seu propi trencament lògic.

### Temes literaris
La història també anticipa, en petita escala, moltes idees clau que més tard foren exposades en l'obra de Vladimir Nabokov. En un moment, Borges li proposa a Adolfo Bioy Casares escriure "una novel·la en primera persona el narrador de la qual ometés o desfigurés els fets i incorregués en diverses contradiccions", cosa que, argumentalment anticipa l'estratègia de Lolita de Nabókov (1955) i la de Pálido fuego (1962). Al mateix temps, l'obsessió de la Terra amb Tlön en la història de Borges anticipen la presumpció de Nabokov en Ada o l'ardor (1969), en què el món del narrador té una obsessió similar amb la Terra. En ambdós treballs, els narradors s'obsessionen amb un món imaginari (Tlön/Terra) fins al punt d'interessar-se més en aquella ficció que en les seves mateixes vides. El paral·lelisme no és perfecte: en la història de Borges, el món del narrador és essencialment el món real, i Tlön és una ficció que gradualment importuna aquest; en la novel·la de Nabokov, el món del narrador és un món paral·lel i Terra és la Terra percebuda erròniament com un lloc pacífic i feliç.
En el context del món imaginari de Tlön, Borges descriu una escola de crítica literària que arbitràriament assumeix que dos treballs són fets per la mateixa persona i, basat en això, dedueix coses sobre aquest escriptor imaginat.
Com moltes de les obres de Borges, la història desafia els límits entre la ficció i la realitat. Esmenta diverses persones reals (ell mateix, els seus amics Adolfo Bioy Casares i Alfonso Reyes Ochoa; així com Thomas de Quincey, etc.), però generalment els dona atributs ficticis; la història també conté personatges de ficció i d'altres l'existència dels quals pot ser qüestionada.

## Nivells de realitat
Hi ha diversos nivells de realitat i ficció en la història:
- L'article sobre Uqbar és una ficció inclosa només en alguns exemplars d'una enciclopèdia que és, a més a més, la reimpressió literal d'una altra.
- L'impostor Esmerdis és l'únic nom històric que figura, metafòricament, en aquest article; fou un mag que, en descobrir la mort del vertader Esmerdis, ocupà el seu lloc per a governar en el seu nom.
- Tlön és un món il·lusori que, al seu torn, té regions imaginàries en les quals els habitants d'Uqbar basen les seves llegendes.
- El narrador atribueix a Johannes Valentinus Andreä, la descripció d'una comunitat imaginària, que d'altres fundaren posteriorment imitant l'ideat per ell.
- La majoria de les persones mencionades són reals, però els esdeveniments en els quals es troben involucrats són en gran part ficticis, com alguns dels treballs atribuïts a ells.
- La data de la postdata (1947) és posterior a la primera edició del conte (1940, revista Sur).

## Publicacions
Com ja s'ha dit, "Tlön, Uqbar, Orbis Tertius" originalment aparegué en espanyol en Sur el 1940. L'original en espanyol fou publicada com a llibre en la col·lecció de Borges del 1941, El Jardín de senderos que se bifurcan (The Garden of Forking Paths). Aquest llibre sencer s'inclogué en Ficciones (1944), un llibre reimprès moltes vegades (15 edicions a Argentina cap a l'any 1971).
La primera traducció a l'anglès fou per James E. Irby. Aparegué en l'edició d'abril del 1961 de New World Writing. El següent any, la traducció d'Irby fou inclosa com a primera peça en una col·lecció diversa dels treballs de Borges titulada Labyrinths. Gairebé i simultània, i independentment, l'obra fou traduïda per Alastair Reid; la versió de Reid fou publicada el 1962 com a part d'una col·laboració de traducció a l'anglès de Ficciones en la seva totalitat. La traducció de Reid fou reimpresa en Borges, a Reader (1981, ISBN 978-0525476542), p. 111-122.